# Florian Philippot
Florian Philippot (Croix, 24 de outubro de 1981) é um político francês. Serviu como vice-presidente da Reagrupamento Nacional de 2012 a 2017 antes de deixar o partido para fundar Les Patriotes em setembro de 2017, que não conseguiu obter qualquer representação nas eleições subsequentes.
Ele tentou concorrer às eleições presidenciais francesas de 2022, mas falhou depois de obter apenas 1 patrocínio dos 500 patrocínios válidos necessários para estar nas urnas.
Ele é graduado pela HEC Paris e ENA.